# Las Higueras (Talcahuano)
Las Higueras es una localidad de Talcahuano al lado del Club Deportivo Huachipato. Su toponimia se deriva del fundo homónimo que existía previamente. Limita al Norte con el Sector Gaete y el Cerro Perales, al sur con el Cerro San Martín y Población Los Cóndores del sector Denavi Sur, al este con la Vía Férrea del Biotrén y finalmente al oeste con el Cerro Perales, también conocido como Cerro la U.

## Historia
Este sector, se formó en torno a los conjuntos residenciales destinados a los empleados de la Usina de Huachipato. El primer asentamiento fue con la construcción de la Villa Presidente Juan Antonio Ríos que se inició en 1949, la cual se planificó con una capacidad de 30 000 habitantes y que se dotó de implementaciones básicas tales como hospital, estadio, comercio y servicios básicos. 
Originalmente, la zona albergaba una laguna situada entre las intersecciones de las calles Sunico y Federico Elton, rodeada por un humedal.  En 1986, esta laguna fue rellenada con más de 700 camionadas de tierra para dar paso a la construcción de una cancha de fútbol destinada a los clubes deportivos y colegios de la zona.
Con el tiempo, se han ido construyendo otras poblaciones, aprovechando el equipamiento existente. En el parque Las Araucarias se encuentra el Monumento a los trabajadores de la siderúrgica.
En la actualidad el Hospital Las Higueras, en proceso de normalización, está cambiando fuertemente su cara, modernizando notablemente su infraestructura. En 2005, se construyó la Estación del Biotrén Las Higueras, destinada a servir a la comunidad del lado oriente de este sector.

## Poblaciones
- Presidente Ríos 1 , 2
- Los bloques
- Villa San Martín,
- Villa Las Araucarias (Conocida como "Huachicoop" debido a la Cooperativa de viviendas de Huachipato.)
- Leonor Mascayano
- Entre otras.

## Viviendas
Es un sector con casas más modernas, y con estilos más uniformados. También hay un conjunto de edificios de departamentos ( Bloques ) construidos al costado de Avenida Desiderio García. Posee además una trama de calles y pasajes, conjugados con áreas verdes, plazas y estacionamientos.

## Educación
- Escuela Básica "Las Higueras", ubicada en calle Héctor Brañas N°505
- Colegio Básico Huachipato, D-506. Ubicado en Carlos Urzúa 306

Los Liceos, que se encuentran actualmente:
- Liceo "La Asunción", sus dos sedes, el anexo Corpus Christi y la sede principal.
- Liceo Industrial, A-23. Ubicado en Avenida Desiderio García 978. Este plantel es el heredero de la tradición de la Escuela de Pesca de San Vicente, que fue fusionada con la Escuela Industrial de Segunda Categoría de Talcahuano. De esta fusión nació la Escuela Industrial y Pesquera de Talcahuano, y en 1963, se convierte en la Escuela Superior Industrial de Talcahuano. En 1970, se traslada de San Vicente, al predio donado por Huachipato, ubicado en Las Higueras.
- Liceo Claudio Matte Pérez, A-27. Ubicado en Tongoy 220. (Actualmente cerrado)
- Liceo científico humanista Espíritu Santo, ubicado en Avenida Desiderio García 519, entre la segunda comisaría de Carabineros de Talcahuano y la Octava Compañía de Bomberos de la ciudad.
- Colegio Talcahuano Av. Colón número 2910.

## Deportes
Al lado del Cerro San Martín se encuentra el Estadio Las Higueras, en donde juega Huachipato, este estadio fue remodelado, convirtiéndose en uno de los estadios más modernos del país, actualmente se llama Estadio CAP, el cual fue reinaugurado en noviembre del año 2009. A un costado de este estadio hay otras instalaciones del Club Deportivo, "la ciudad deportiva de Huachipato" para la gran mayoría de los deportes.

## Economía y comercio
En este sector hay un microcentro de servicios en el parque Las Araucarias. Posee un pequeño comercio en la Avenida Alto Horno y un Supermercado (Unimarc Las Higueras). Además, funciona la feria libre, todos los días jueves del año, en la calle Carlos Dittborn.

## Transporte

### Transporte ferroviario
En este sector se encuentra la bioestación Hospital Las Higueras, que está ubicada en la esquina de calle Carlos Dittborn con calle Daniel Paine.

### Transporte público licitado y local
Por la Avenida Alto Horno hay recorridos al Centro, a San Vicente, Hualpencillo y Las Industrias (sentido norte); así como a Concepción y el Trébol de la Autopista Concepción - Talcahuano y Denavi Sur (sentido sur).
Algunos microbuses que pasan por el sector son: Ruta las Playas (Penco - Talcahuano - Hualpén), Buses Campanil (Talcahuano - Concepción), Transportes Denavi Sur (Talcahuano - Concepción), Mi expreso (Talcahuano - Concepción - Penco / Talcahuano - Concepción - Barrio Norte), Vía Futuro (Chiguayante - Concepción - Talcahuano) y Trasportes Huertos - El Bosque (Talcahuano Local).
También existen taxis colectivos que llegan en sentido norte al centro de Talcahuano y a San Vicente, así como también al Sector Las Canchas, Hospital Naval y Tumbes, dependiendo de la línea. Hacia el sector sur los taxis colectivos siguen su recorrido por Alto Horno virando a la izquierda por Desiderio Garcìa, para luego tomar Av. Carlos Dittborn e ingresar a la Villa San Martín, luego su itinerario concluye con Los Cóndores, Denavisur, El Bosque. 
Por la misma Alto Horno en el mismo sentido sur los taxis colectivos de letrero azul llamados HITAL, al final de esta avenida, viran a la derecha para encontrarse con la Ciudad Deportiva Huachipato, el Estadio CAP para luego continuar bordeando el cerro "La U" y retomar recorrido nuevamente hacia el centro de Talcahuano.

## Servicios públicos

### Carabineros de Chile - Segunda Comisaría Talcahuano
Ubicada en Avenida Desiderio García 495, se encuentra la Segunda Comisaría Talcahuano, que es dependiente de la Prefectura de Talcahuano (comunas de Talcahuano, Tomé, Penco y Hualpén).
Desde 2005, tiene como jurisdicción toda la comuna de Talcahuano.

### Hospital Las Higueras
En Avenida Alto Horno 777 se encuentra el Hospital Base del Servicio Salud Talcahuano. Este hospital vino a reemplazar al antiguo Hospital San Vicente, el que posteriormente quedó convertido en Consultorio San Vicente. Cuenta con casi todas las especialidades, salvo Neurocirugía. Este recinto se encuentra en normalización, que consta de tres etapas. Actualmente se encuentra terminado el edificio del nuevo Centro de Atención Ambulatoria de Alta Complejidad, que cuenta con un piso mecánico (equipamiento de climatización), un zócalo (caldera a gas y petróleo) y cuatro pisos para pacientes. En el primero de éstos, se ubica Psiquiatría, Laboratorio y Oncología; en el segundo, Traumatología, Kinesiología y área Dental, mientras que las especialidades médicas, Otorrinolaringología y Oftalmología estarán en el tercero, y pabellones y Adulto Mayor en el cuarto. Ya está en estudios de diseño de la siguiente fase, que contempla Farmacia, Urgencia, UCI, Radiología, Parto y Pabellones Quirúrgicos, en otra torre de 16 mil metros cuadrados. Una última etapa es el edificio de hospitalización. (Diario El Sur, 2006)

### Centro de Salud Familiar (CESFAM) Paulina Avendaño Pereda
Este Centro de Salud comenzó sus operaciones en 1996 bajo el nombre original de Las Higueras, en referencia al área a la que prestaba servicio. En el año 2006, se llevó a cabo un cambio de denominación en memoria de una funcionaria que falleció en un accidente automovilístico. Actualmente, se ubica en la calle Carlos Dittborn 4100 de Villa San Martín.

### Registro Civil de Identificación Presidente Ríos
La oficina Presidente Ríos se encuentra en Avenida Colón 3236 en el mini centro comercial y bancario Olimpia. Fue trasladada allí desde su antigua y original localización en el sector Parque Araucaria.

### Sala de Eventos Juveniles: El Espacio
Es un edificio donde la comunidad puede solicitar horarios para realizar actividades artísticas, ya sea baile, ensayos musicales, entre otros. Se encuentra en Boldo #207, calle paralela a Alto Horno y perpendicular a Los Olmos.
Su estructura destaca por su particular forma de techo cilíndrico. (Actualmente cerrado)

## Vialidad

### Calles principales
- Avenida Alto Horno
- Avenida Carlos Dittborn
- Avenida Desiderio García
- Las Hortensias
- Las Magnolias